# Oude Ae

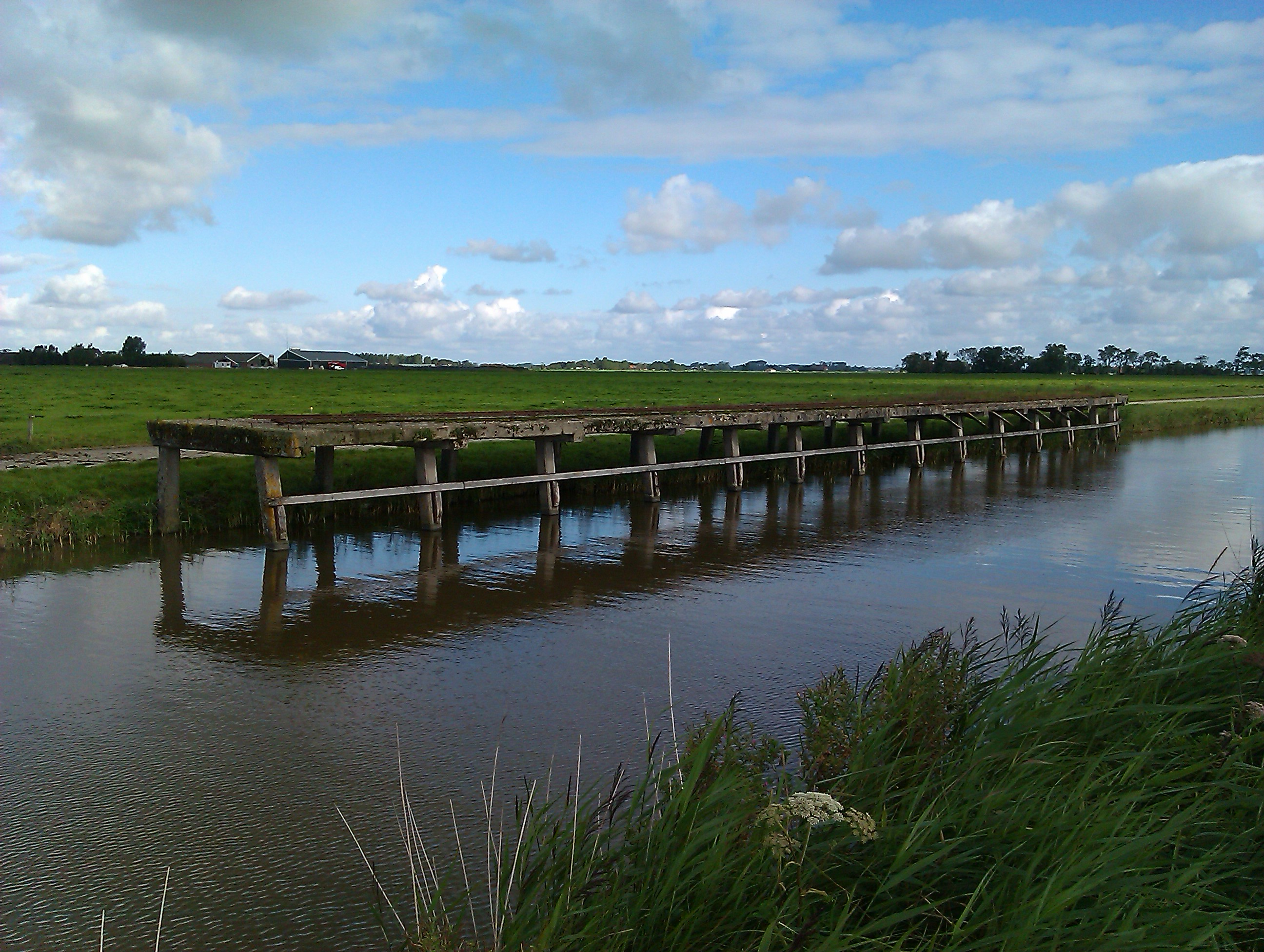
Een betonnen aanlegsteiger met smalspoor in de Oude Ae. De steiger is gebruikt door een steenfabriek (De Griffioen, Allershof of A.E./Westerdijkshorn) om klei van een veldspoortrein in schepen te verladen voor transport naar de steenfabriek. Het nog aanwezige veldspoor heeft een spoorwijdte van 700 mm.

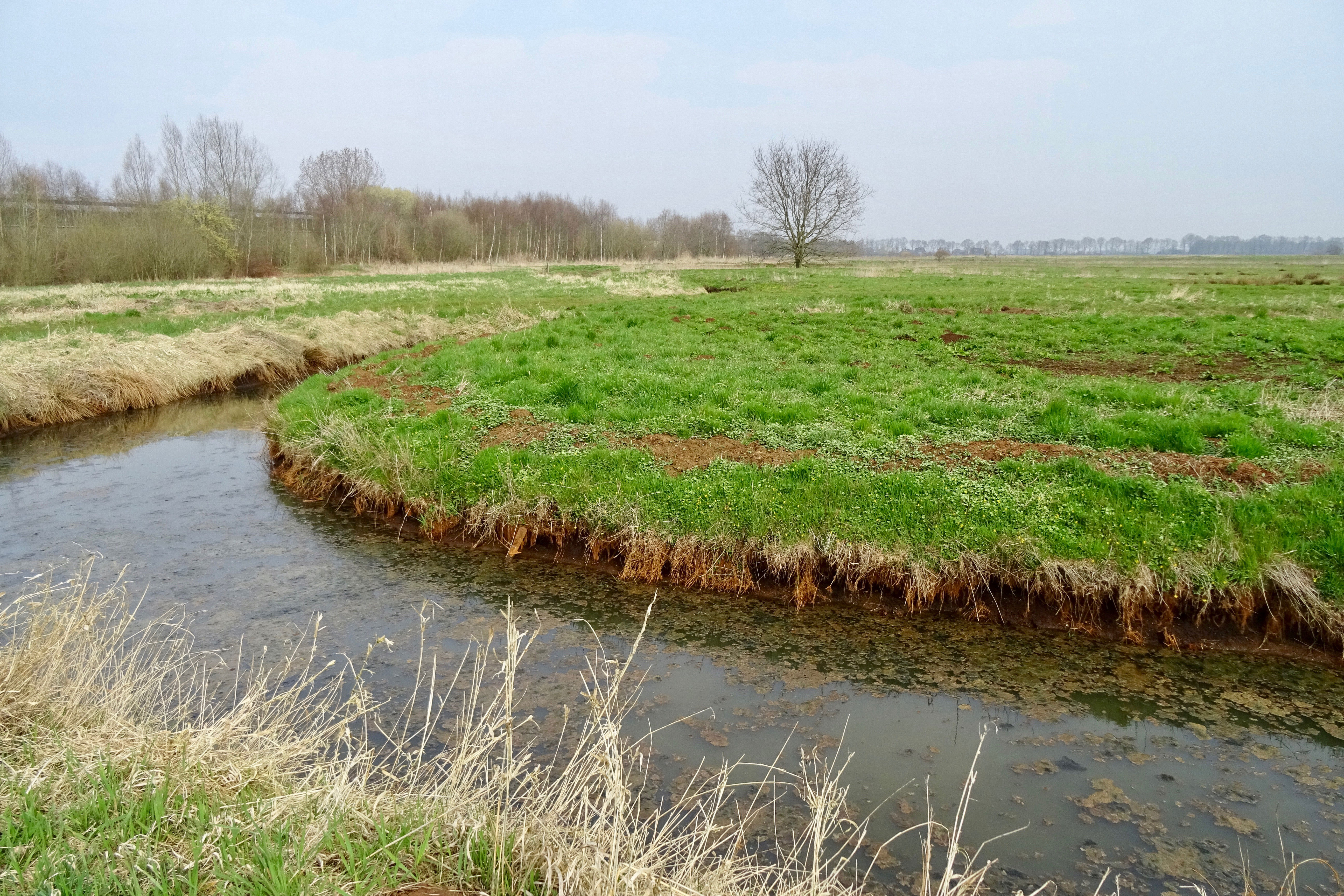
Langs de boorden van de Oude AE tussen Veendam en Muntendam

De waternaam Oude Ae of Oude Ee komt op verschillende plekken in Groningen, Friesland en Oost-Friesland voor. Het betreft een variant van de waternaam Aa, die soms wordt soms uitgesproken als IJ.

## Winsum
De Oude Ae (ook Oude Æ, Olde Ae, Olnij of Tolnij) is een watergang in de provincie Groningen en vormt de grens tussen de voormalige gemeenten Bedum en Winsum.
Het water was oorspronkelijk van grote betekenis voor de afwatering, maar dat is in de loop van de tweede helft van de 20e eeuw steeds minder geworden. Nu watert slechts een gedeelte ten oosten van de spoorlijn Adorp - Roodeschool tussen de dorpen Adorp en Sauwerd af op de waterloop.
De naam betekent letterlijk het oude water. De schrijfwijze Ae duidt op de Groningse uitspraak /ai/. Dit wordt echter niet meer als zodanig begrepen, zodat de "Hollandse" uitspraak /a-ee/ in zwang is gekomen. De bewoners in de wijde omtrek kennen het beter onder de naam Tolnij of Olnij, een assimilatie van 't Olde IJ.
Het meest zuidelijke gedeelte ter lengte van ongeveer 600 m, gemeten vanaf de molen Koningslaagte, liep dwars door het voormalige gelijknamige waterschap. Dit gedeelte wordt ook wel de Kleine Ae genoemd. Op de waterstaatskaart van Groningen uit 1887/1888 staat dit zuidelijk deel als Nieuwe Ae aangeduid.

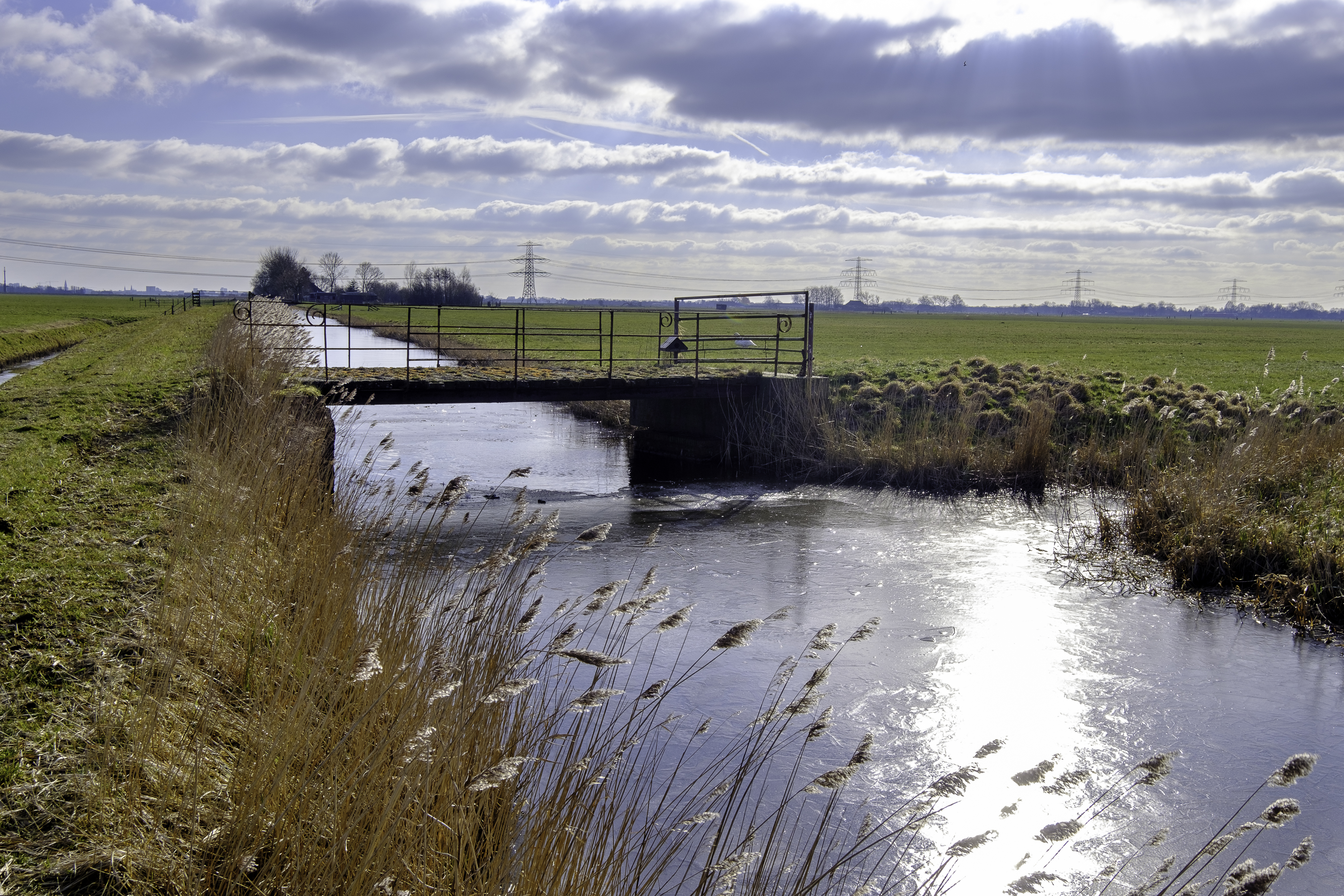
Brug over de Oude Ae nabij Westerdijkshorn

## Kolham
Ol IJ is een oude naam voor de bovenloop van de Slochter Ae, nu Ruiten Ae genoemd.

## Munte of Munter Ae
De Munte draagt tussen Veendam en Muntendam en tussen Woldendorp en Termunten de naam Oude Ae. Een zijtak die het water van de Ooster en Wester Ae en de Siepsloot bij Meeden in zich opnam, heette eveneens Oude Ae. Hij zette zich voort via Nieuw-Scheemda en Nieuwolda in de richting van de Woldendorp. In documenten uit de 16e , 17e en 18e eeuw wordt de Olde AE of Ee hier geregeld genoemd als perceelsgrens. De Hoofdweg door Nieuwolda werd nog in de kadastrale leggers van 1832 als AE weg of Oude AE weg betiteld. Het watertje gaf tevens zijn naam aan de buurtschap Binnen Ae of Binderij bij Woldendorp. De AE weg is een straatnaam in Woldendorp

## Oostwold (Oldambt)
De Oude Ae was tevens een waterloop die ontsprong in het Huningameer en bij het eiland Munnekeveen in de Dollard uitkwam. Oorspronkelijk zette hij zich vermoedelijk voort in de Fiemel Ae oftewel Finser Ae. Het gehucht Ekamp is genoemd naar deze waterloop.

## Beerta
De Olde Ae was een restant van het riviertje de Rensel bij Winschoten en Beerta.

## Oldenij (Delfzijl)
Oldenij of Oldennij (Nederlands: Oudenie, 1837), of ook wel Old en Nij, is een oude naam een meander van de Delf bij Delfzijl, vroeger behorend tot het dorp Biessum en het kerspel Uitwierde. Het gebied wordt in 1828 vermeld als "de buurtschap Oldenij". Waarschijnlijk is het een verbastering van *Olde Ee of *Ol' IJ. In 1460 wordt een hueswere (een behuisd perceel) te Tuikwerd buyten byder Ee vermeld. Nu ligt hier het park Tuikwerderrak.

## Olde Ee (IJlst)
De Olde Ee of IJlster Ee is een voormalig veenstroompje bij Smallebrugge.